# Élections cantonales de 2004 dans le Territoire de Belfort
Les élections cantonales ont eu lieu les 21 et 28 mars 2004.
Lors de ces élections, 8 des 15 cantons du Territoire de Belfort ont été renouvelés. Elles ont vu la reconduction de la majorité socialiste dirigée par Yves Ackermann, succédant à Christian Proust, président PS du conseil général depuis 1982.

## Résultats à l’échelle du département
Répartition départementale des résultats (2e tour).
- PS (30,44 %)
- DVG (18,67 %)
- UMP (31,99 %)
- DVD (7,59 %)
- FN (11,31 %)

| Étiquette      | Étiquette                         | Premier tour | Premier tour | Second tour | Second tour | Sièges |
| Étiquette      | Étiquette                         | Voix         | %            | Voix        | %           | Sièges |
| -------------- | --------------------------------- | ------------ | ------------ | ----------- | ----------- | ------ |
|                | Parti socialiste                  | 6 275        | 21,12        | 9 418       | 30,44       | 4      |
|                | Divers gauche                     | 3 784        | 12,74        | 5 776       | 18,67       | 2      |
|                | Les Verts                         | 1 631        | 5,49         |             |             |        |
|                | Extrême gauche                    | 1 436        | 4,83         |             |             |        |
|                | Parti communiste français         | 992          | 3,34         |             |             |        |
|                | Parti radical de gauche           | 64           | 0,22         |             |             |        |
| Gauche         | Gauche                            | 14 182       | 47,74        | 15 194      | 49,11       | 6      |
|                |                                   |              |              |             |             |        |
|                | Union pour un mouvement populaire | 7 731        | 26,02        | 9 897       | 31,99       | 1      |
|                | Front national                    | 5 109        | 17,19        | 3 500       | 11,31       | 0      |
|                | Divers droite                     | 2 336        | 7,86         | 2 349       | 7,59        | 1      |
| Droite         | Droite                            | 15 176       | 51,07        | 15 746      | 50,89       | 2      |
|                |                                   |              |              |             |             |        |
|                | Divers                            | 355          | 1,19         |             |             |        |
|                |                                   |              |              |             |             |        |
| Inscrits       | Inscrits                          | 47 582       | 100,00       | 47 590      | 100,00      |        |
| Abstention     | Abstention                        | 16 388       | 34,44        | 14 640      | 30,76       |        |
| Votants        | Votants                           | 31 194       | 65,56        | 32 950      | 69,24       |        |
| Blancs et nuls | Blancs et nuls                    | 1 481        | 4,75         | 2 010       | 6,10        |        |
| Exprimés       | Exprimés                          | 29 713       | 95,25        | 30 940      | 93,90       |        |

## Résultats par canton

### Canton de Belfort-Centre
| Candidats      | Candidats        | Étiquette      | Premier tour | Premier tour | Second tour | Second tour |
| Candidats      | Candidats        | Étiquette      | Voix         | %            | Voix        | %           |
| -------------- | ---------------- | -------------- | ------------ | ------------ | ----------- | ----------- |
|                | Damien Meslot*   | UMP            | 1 411        | 41,97        | 1 847       | 54,08       |
|                | Francine Gallien | PS             | 875          | 26,03        | 1 568       | 45,92       |
|                | Yolande Pflieger | FN             | 473          | 14,07        |             |             |
|                | Céline Raigneau  | Verts          | 287          | 8,54         |             |             |
|                | Éliane Lacaille  | EXG            | 138          | 4,10         |             |             |
|                | Leïla Baldan     | PCF            | 127          | 3,78         |             |             |
|                | Gilles Parisot   | SE             | 51           | 1,52         |             |             |
|                |                  |                |              |              |             |             |
| Inscrits       | Inscrits         | Inscrits       | 5 538        | 100,00       | 5 537       | 100,00      |
| Abstention     | Abstention       | Abstention     | 2 016        | 36,40        | 1 853       | 33,47       |
| Votants        | Votants          | Votants        | 3 522        | 63,60        | 3 684       | 66,53       |
| Blancs et nuls | Blancs et nuls   | Blancs et nuls | 160          | 4,54         | 269         | 7,30        |
| Exprimés       | Exprimés         | Exprimés       | 3 362        | 95,46        | 3 415       | 92,70       |

*sortant

### Canton de Belfort-Est
| Candidats      | Candidats            | Étiquette      | Premier tour | Premier tour | Second tour | Second tour |
| Candidats      | Candidats            | Étiquette      | Voix         | %            | Voix        | %           |
| -------------- | -------------------- | -------------- | ------------ | ------------ | ----------- | ----------- |
|                | Christophe Grudler*  | DVD            | 1 721        | 41,80        | 2 349       | 54,60       |
|                | Marie-José Fleury    | DVG            | 1 062        | 25,80        | 1 953       | 45,40       |
|                | Christophe Devillers | FN             | 556          | 13,50        |             |             |
|                | Alain Fousseret      | Verts          | 419          | 10,18        |             |             |
|                | Jean-Marie Pheulpin  | EXG            | 140          | 3,40         |             |             |
|                | Abdelghani Niame     | PCF            | 132          | 3,21         |             |             |
|                | Latifa Rahal         | SE             | 87           | 2,11         |             |             |
|                | Lionel Courbey       | DVD            | 0            | 0,00         |             |             |
|                |                      |                |              |              |             |             |
| Inscrits       | Inscrits             | Inscrits       | 6 911        | 100,00       | 6 911       | 100,00      |
| Abstention     | Abstention           | Abstention     | 2 632        | 38,08        | 2 341       | 33,87       |
| Votants        | Votants              | Votants        | 4 279        | 61,92        | 4 570       | 66,13       |
| Blancs et nuls | Blancs et nuls       | Blancs et nuls | 162          | 3,79         | 268         | 5,86        |
| Exprimés       | Exprimés             | Exprimés       | 4 117        | 96,21        | 4 302       | 94,14       |

*sortant

### Canton de Belfort-Nord
| Candidats      | Candidats             | Étiquette      | Premier tour | Premier tour | Second tour | Second tour |
| Candidats      | Candidats             | Étiquette      | Voix         | %            | Voix        | %           |
| -------------- | --------------------- | -------------- | ------------ | ------------ | ----------- | ----------- |
|                | Jean-Claude Chérasse* | PS             | 1 141        | 41,00        | 1 564       | 52,73       |
|                | David Dimey           | UMP            | 697          | 25,04        | 876         | 29,53       |
|                | Andrée Bailly         | FN             | 537          | 19,30        | 526         | 17,73       |
|                | Gérard Belot          | EXG            | 136          | 4,89         |             |             |
|                | Jean Rausher          | PCF            | 110          | 3,95         |             |             |
|                | Jacques Meyer         | EXG            | 98           | 3,52         |             |             |
|                | Eugène Heim           | PRG            | 64           | 2,30         |             |             |
|                |                       |                |              |              |             |             |
| Inscrits       | Inscrits              | Inscrits       | 4 793        | 100,00       | 4 791       | 100,00      |
| Abstention     | Abstention            | Abstention     | 1 845        | 38,49        | 1 688       | 35,23       |
| Votants        | Votants               | Votants        | 2 948        | 61,51        | 3 103       | 64,77       |
| Blancs et nuls | Blancs et nuls        | Blancs et nuls | 165          | 5,60         | 137         | 4,42        |
| Exprimés       | Exprimés              | Exprimés       | 2 783        | 94,40        | 2 966       | 95,58       |

*sortant

### Canton de Belfort-Ouest
| Candidats      | Candidats           | Étiquette      | Premier tour | Premier tour | Second tour | Second tour |
| Candidats      | Candidats           | Étiquette      | Voix         | %            | Voix        | %           |
| -------------- | ------------------- | -------------- | ------------ | ------------ | ----------- | ----------- |
|                | Christian Proust*   | DVG            | 777          | 33,30        | 2 835       | 64,97       |
|                | Thierry Bergot      | FN             | 491          | 21,05        | 803         | 35,03       |
|                | Jean-Marie Herzog   | UMP            | 369          | 15,82        |             |             |
|                | Dominque Perrin     | DVD            | 299          | 12,82        |             |             |
|                | Christiane Petitot  | EXG            | 134          | 5,74         |             |             |
|                | Bouabdellah Kiouas  | SE             | 133          | 5,70         |             |             |
|                | Marie-Claude Beuret | PCF            | 130          | 5,57         |             |             |
|                |                     |                |              |              |             |             |
| Inscrits       | Inscrits            | Inscrits       | 3 968        | 100,00       | 3 967       | 100,00      |
| Abstention     | Abstention          | Abstention     | 1 514        | 38,16        | 1 389       | 35,01       |
| Votants        | Votants             | Votants        | 2 454        | 61,84        | 2 578       | 64,99       |
| Blancs et nuls | Blancs et nuls      | Blancs et nuls | 121          | 4,93         | 286         | 11,09       |
| Exprimés       | Exprimés            | Exprimés       | 2 333        | 95,07        | 2 292       | 88,91       |

*sortant

### Canton de Châtenois-les-Forges
| Candidats      | Candidats         | Étiquette      | Premier tour | Premier tour | Second tour | Second tour |
| Candidats      | Candidats         | Étiquette      | Voix         | %            | Voix        | %           |
| -------------- | ----------------- | -------------- | ------------ | ------------ | ----------- | ----------- |
|                | Daniel Lanquetin* | DVG            | 1 471        | 29,15        | 2 334       | 44,12       |
|                | Florian Bouquet   | UMP            | 1 430        | 28,33        | 2 158       | 40,79       |
|                | Patrick Schmitt   | FN             | 891          | 17,65        | 798         | 15,09       |
|                | Jean Siron        | Verts          | 525          | 10,40        |             |             |
|                | Jacques Schiavi   | DVD            | 316          | 6,26         |             |             |
|                | Damien Mercier    | EXG            | 203          | 4,02         |             |             |
|                | Alain Besancenez  | PCF            | 127          | 2,52         |             |             |
|                | Catherine Capponi | SE             | 84           | 1,66         |             |             |
|                |                   |                |              |              |             |             |
| Inscrits       | Inscrits          | Inscrits       | 7 685        | 100,00       | 7 686       | 100,00      |
| Abstention     | Abstention        | Abstention     | 2 392        | 31,13        | 2 112       | 27,48       |
| Votants        | Votants           | Votants        | 5 293        | 68,87        | 5 574       | 72,52       |
| Blancs et nuls | Blancs et nuls    | Blancs et nuls | 246          | 4,65         | 284         | 5,10        |
| Exprimés       | Exprimés          | Exprimés       | 5 047        | 95,35        | 5 290       | 94,90       |

*sortant

### Canton de Danjoutin
| Candidats      | Candidats         | Étiquette      | Premier tour | Premier tour | Second tour | Second tour |
| Candidats      | Candidats         | Étiquette      | Voix         | %            | Voix        | %           |
| -------------- | ----------------- | -------------- | ------------ | ------------ | ----------- | ----------- |
|                | Sylvianne Fleury* | PS             | 1 879        | 38,87        | 2 413       | 47,06       |
|                | Sébastien Collot  | UMP            | 1 563        | 32,33        | 1 866       | 36,39       |
|                | Roland Jacquot    | FN             | 981          | 20,29        | 849         | 16,56       |
|                | Yves Fontanive    | EXG            | 263          | 5,44         |             |             |
|                | François Illana   | PCF            | 148          | 3,06         |             |             |
|                |                   |                |              |              |             |             |
| Inscrits       | Inscrits          | Inscrits       | 7 364        | 100,00       | 7 367       | 100,00      |
| Abstention     | Abstention        | Abstention     | 2 272        | 30,85        | 2 001       | 27,16       |
| Votants        | Votants           | Votants        | 5 092        | 69,15        | 5 366       | 72,84       |
| Blancs et nuls | Blancs et nuls    | Blancs et nuls | 258          | 5,07         | 238         | 4,44        |
| Exprimés       | Exprimés          | Exprimés       | 4 834        | 94,93        | 5 128       | 95,56       |

*sortant

### Canton d'Offemont
| Candidats      | Candidats           | Étiquette      | Premier tour | Premier tour | Second tour | Second tour |
| Candidats      | Candidats           | Étiquette      | Voix         | %            | Voix        | %           |
| -------------- | ------------------- | -------------- | ------------ | ------------ | ----------- | ----------- |
|                | Sylvain Panier      | UMP            | 709          | 27,75        | 903         | 33,35       |
|                | Michel Reiniche     | PS             | 643          | 25,17        | 1 281       | 47,30       |
|                | Valérie Oriez       | FN             | 551          | 21,57        | 524         | 19,35       |
|                | Brigitte Chauvin    | DVG            | 474          | 18,55        | Retrait     | Retrait     |
|                | Philippe Cordonnier | EXG            | 128          | 5,01         |             |             |
|                | Benoît Germain      | PCF            | 50           | 1,96         |             |             |
|                |                     |                |              |              |             |             |
| Inscrits       | Inscrits            | Inscrits       | 4 136        | 100,00       | 4 137       | 100,00      |
| Abstention     | Abstention          | Abstention     | 1 436        | 34,72        | 1 288       | 31,13       |
| Votants        | Votants             | Votants        | 2 700        | 65,28        | 2 849       | 68,87       |
| Blancs et nuls | Blancs et nuls      | Blancs et nuls | 145          | 5,37         | 141         | 4,95        |
| Exprimés       | Exprimés            | Exprimés       | 2 555        | 94,63        | 2 708       | 95,05       |

### Canton de Valdoie
| Candidats      | Candidats               | Étiquette      | Premier tour | Premier tour | Second tour | Second tour |
| Candidats      | Candidats               | Étiquette      | Voix         | %            | Voix        | %           |
| -------------- | ----------------------- | -------------- | ------------ | ------------ | ----------- | ----------- |
|                | Yves Ackermann*         | PS             | 1 737        | 37,10        | 2 592       | 53,56       |
|                | Michel Zumkeller        | UMP            | 1 552        | 33,15        | 2 247       | 46,44       |
|                | Marguerite Poreau       | FN             | 629          | 13,43        |             |             |
|                | Loïc Mazo               | Verts          | 400          | 8,54         |             |             |
|                | Daniel Rouillon         | EXG            | 196          | 4,19         |             |             |
|                | Marie-France Couqueberg | PCF            | 168          | 3,59         |             |             |
|                |                         |                |              |              |             |             |
| Inscrits       | Inscrits                | Inscrits       | 7 187        | 100,00       | 7 194       | 100,00      |
| Abstention     | Abstention              | Abstention     | 2 281        | 31,74        | 1 968       | 27,36       |
| Votants        | Votants                 | Votants        | 4 906        | 68,26        | 5 226       | 72,64       |
| Blancs et nuls | Blancs et nuls          | Blancs et nuls | 224          | 4,57         | 387         | 7,41        |
| Exprimés       | Exprimés                | Exprimés       | 4 682        | 95,43        | 4 839       | 92,59       |

*sortant